# 허우이역
허우이역은 가오슝 첩운 홍선의 1역이다.

## 역 구조

### 승강장
| 지면     | 출입구                            | 출입구                                      |
| 지하 1층 | 승강장                            | 출입구                                      |
| 지하 1층 | 승강장                            | 화장실                                      |
| 지하 2층 | 1호 플랫폼                        | ←가오슝 첩운 홍선 샤오강방면（가우슝대역）  |
| 지하 2층 | 플랫폼，문의 왼쪽 / 오른쪽 열린다 |                                             |
| 지하 2층 | 2호 플랫폼                        | 가오슝 첩운 홍선 남강산방면（아우찌디 역）→ |

## 역 출입구

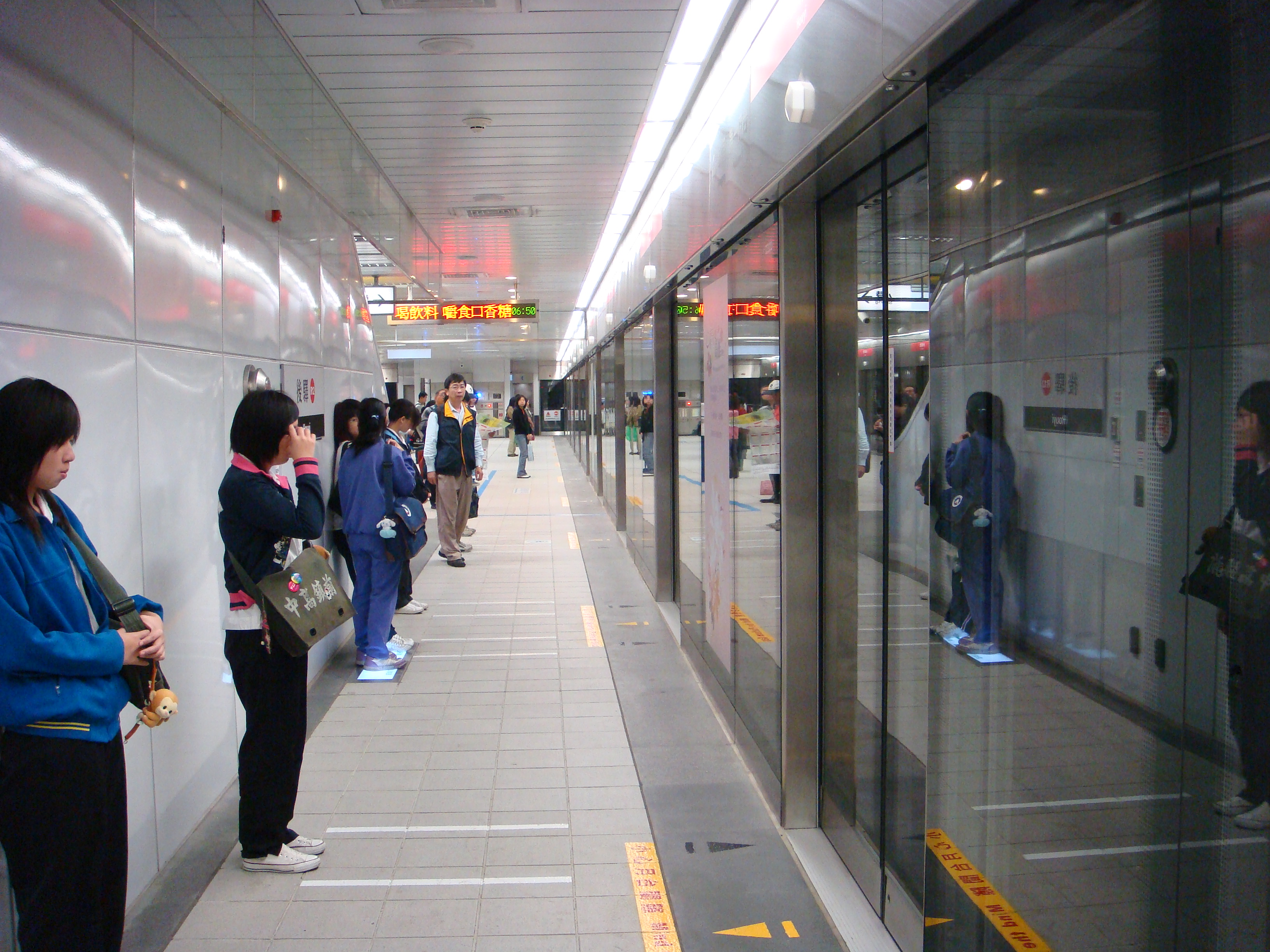
호우이 역 승강장

역의 남쪽 끝에 위치한 출입구1,2，역의 북쪽 끝에 위치한 출입구3,4，접근성엘리베이터에 위치한 출입구2이다.
- 출입구1：씨촨 초등학교，싼민 구 관리 센터
- 출입구2：싼민공원，싼민궈종
- 출입구3：애호지신，투디은행
- 출입구4：가오슝은행